# Mussy-sur-Seine (tổng)
Tổng Mussy-sur-Seine là một tổng của Pháp nằm ở tỉnh Aube trong vùng Grand Est.
Tổng này được tổ chức xung quanh Mussy-sur-Seine ở quận Troyes. 

## Hành chính
| Giai đoạn | Ủy viên      | Đảng | Tư cách                  |
| --------- | ------------ | ---- | ------------------------ |
| 2004-2010 | Alain Deroin | UDF  | Thị trưởng Gyé-sur-Seine |

## Các đơn vị hành chính
Tổng Mussy-sur-Seine bao gồm 8 xã với dân số 3 584 người (điều tra năm 1999, dân số không tính trùng).
| Xã                  | Dân số | Mã bưu chính | Mã insee |
| ------------------- | ------ | ------------ | -------- |
| Celles-sur-Ource    | 455    | 10110        | 10070    |
| Courteron           | 136    | 10250        | 10111    |
| Gyé-sur-Seine       | 513    | 10250        | 10170    |
| Mussy-sur-Seine     | 1 277  | 10250        | 10261    |
| Neuville-sur-Seine  | 351    | 10250        | 10262    |
| Plaines-Saint-Lange | 335    | 10250        | 10288    |
| Polisot             | 306    | 10110        | 10295    |
| Polisy              | 211    | 10110        | 10296    |

## Thông tin nhân khẩu
| 1962                                                     | 1968  | 1975  | 1982  | 1990  | 1999  |
| -------------------------------------------------------- | ----- | ----- | ----- | ----- | ----- |
| 3 817                                                    | 4 077 | 4 260 | 4 127 | 3 886 | 3 584 |
| Nombre retenu à partir de 1962 : dân số không tính trùng |       |       |       |       |       |